# Naso fageni
A Naso fageni a sugarasúszójú halak (Actinopterygii) osztályának sügéralakúak (Perciformes) rendjébe, ezen belül a doktorhalfélék (Acanthuridae) családjába tartozó faj.

## Előfordulása
A Naso fageni az Indiai-óceánban és a Csendes-óceán nyugati felén fordul elő. Az elterjedése Afrika keleti partmentén Kenyától a mozambiki Bazaruto-szigetekig, továbbá az Aldabra-sziget és a Seychelle-szigetek körül, egészen a Fülöp-szigetekig és Indonéziáig tart. Japán déli részén is észlelték.

## Megjelenése
Ez a halfaj legfeljebb 80 centiméter hosszú. A hátúszóján 5 tüske és 24-26 sugár, míg a farok alatti úszóján 2 tüske és 23-25 sugár ül. A teste olivazöldes szürke színű. A felnőtt példányon kis, sötétszürke pettyek vannak; továbbá a felső ajka fölött rövid nyúlvány látható. Testalkata ovális és oldalról lapított.

## Életmódja
Trópusi és tengeri hal, amely a korallzátonyokon él. 3-35 méteres mélységekben lelhető fel. A virágállatok között vagy a kavicsos fenék közelében tartózkodik. Magányosan vagy kisebb rajokban úszik.

## Felhasználása
Habár kevésbé ismert, mint rokonai, a Naso fagenit a helybéliek ipari mértékben halásszák.